# Байшилик
Байшилик (каз. Байшылық, до 2003 г. — Ленино) — упразднённый аул в районе Магжана Жумабаева Северо-Казахстанской области Казахстана. Входил в состав Писаревского сельского округа. Код КАТО — 593667300. Упразднено в 2017 году.

## Население
В 1999 году численность населения аула составляла 276 человек (126 мужчин и 150 женщин). По данным переписи 2009 года в ауле проживало 116 человек (51 мужчина и 65 женщин).